# Gaylussite
La gaylussite, detta anche natrocalcite, è un minerale. Si tratta di un carbonato idrato di calcio e sodio.
Il nome gaylussite deriva da Joseph Louis Gay-Lussac (6 dicembre 1778 - 10 maggio 1850), chimico e fisico francese.
Il nome natrocalcite (gaylussite), deriva invece dal greco νάτρον = sodio e dal latino calcium = calcio, per la sua composizione chimica; da non confondere con la natrocalcite, minerale pressoché omonimo, ma di ben altra composizione chimica, che deriva dal greco νάτρον = sodio e χαλκός = rame.
Descritta per la prima volta nel 1826 da Jean Baptiste (Joseph Dieudonné) Boussingault (2 febbraio 1802 - 11 maggio 1887), chimico e mineralogista francese.

## Abito cristallino
I cristalli sono colonnari e pseudoottaedrici.

## Origine e giacitura
Si trova nelle argille dei laghi alcalini. Ha paragenesi con natron, borace e calcite.

## Forma in cui si presenta in natura
In tozzi cristalli prismatici.

## Caratteri fisico-chimici
È fragile. Debolmente solubile in acqua, è effervescente in HCl. Solubile anche in molti altri acidi, all'aria si disgrega progressivamente. Ha luminescenza a volte bianco-crema.

## Località di ritrovamento
Si trovano grandi cristalli nei depositi fangosi della laguna Urao (Lagunillas de Merida) in Venezuela (dove fu scoperto nel 1826),  nelle sabbie dei deserti della Namibia; e, associata a northupite, pirssonite e tychite, nei sedimenti argillosi del lago Soda e del lago Borax, in California. Segnalata infine nei laghi salati del deserto di Gobi, in Mongolia.

## Curiosità
L'ambiguità dell'omonimia fra il sinonimo natrocalcite (gaylussite) e il minerale natrocalcite esiste solo in italiano, in quanto, più correttamente, in lingua inglese si definisce natrocalcite il sinonimo di gaylussite e natrochalcite il minerale natrocalcite, a rimarcare la radice -chalcos = rame, che ne evidenzia la composizione.